# 上原館
上原館（うえのはるやかた）は、大分県大分市（豊後国府内）の上野丘陵にあった中世の大友氏の館。大分市顕徳町付近にあった館とは別の館である。別名、西山城。2014年（平成26年）10月6日に一部が史跡大友氏遺跡に追加指定されている。

## 概要
中世に豊後国守護となった大友氏の大友氏泰は、現在の大分市市街地の南東側で、大分川の河口から上野丘陵にかけての地域に館を構え、この館を中心とする大友氏の城下町は府内と呼ばれた。
上原館は、上野丘陵の北部にあった館で、鎌倉時代後期に大友氏泰によって築かれたとする説のほか、建築年代については諸説がある。館跡は東西130メートル、南北156メートルで、現在は土塁や堀の跡が残っており、往時は高さ約2メートル、幅約8メートルの土塁を四方に巡らせ、その外側には一部に堀を設けていたと考えられている。上原館は、1597年（慶長2年）に福原直高（長堯）が府内城を築いた際に廃されたとされる。
かつては大友氏の中心的居館と推定されており、1550年（天文19年）に大友氏第20代の大友義鑑が、嫡男の大友義鎮（大友宗麟）を廃嫡しようとし、義鎮派の家臣に殺害された二階崩れの変もこの館で起きたとされてきた。しかし、近年の大友氏関連の遺跡の発掘調査成果に伴い、上原館北側の平地（現在の顕徳町）に大規模な館が存在していたことが明らかになるにつれ、その位置づけなどについて再検討が必要となっている。大分市教育委員会では、上原館は当主の生活の場で、顕徳町の館では政務が行われていたとの見方を示している。
現在、敷地は住宅地や天満社となっており、南側の天満社の境内では土塁跡の一部が整備されて石碑及び説明板が立てられている。